# Xu Huang
Xu Huang (169-227) foi um general militar chinês que serviu sob o comando de Cao Cao no final da dinastia Han Oriental da China. 
Mais tarde, ele serviu no Estado de Cao Wei durante o período dos Três Reinos, no período dos dois primeiros governantes, Cao Pi e Cao Rui. Xu Huang é mais conhecido pelo seu feito militar no cerco na Batalha de Fancheng em 219, derrotando o comandante militar Guan Yu.
Chen Shou, que escreveu o texto histórico Sanguozhi do século III, nomeou Xu Huang como um dos Cinco Generais de Elite do Estado de Cao Wei, ao lado de Yu Jin, Zhang He, Yue Jin e Zhang Liao.